# Nomen est Omen, avagy Reszkess Szabó János!
A Nomen est Omen, avagy Reszkess Szabó János!  egy 2002–2003-ban készült színes, magyar filmszatíra, amit Szalay Kristóf rendezett.

## Történet
Szabó János teljesen átlagos ember, aki metróvezetőként dolgozik. Egyik reggel azonban megelégeli a nevéből adódó állandó félreértéseket, ezért elhatározza, hogy megöli összes névrokonát, azaz mind az 5180 Szabó Jánost, hogy ő legyen az egyetlen Szabó János a Földön. És nekilát tervének végrehajtásához…

## Szereplők
- „Fezó” Szamosi Ferenc – Szabó János, metróvezető
- Hangos István – Tóth Béla, rendőrfőnök
- Jakab Gábor – Szabó János, a rendőrkolléga
- Michelle Wild – Tóth Kata, a lány
- Isépy Tamás – Szabó János, a film narrátora
- Rudolf Péter – Szabó János
- Koltai Róbert – Szabó János
- Eperjes Károly – Szabó János
- Hirtling István – Szabó János, színész
- Nagy-Kálózy Eszter – színésznő
- Répási Mária – Szabó Jánosné, postásfeleség
- Várlaki Tibor – Szabó János, postás
- Szalay Kristóf – Szabó János, eszkimó
- Zemlényi Zoltán – Szabó János
- Dimulász Miklós – kotongyártó cég vezetője
- Kósa László – vadászbolti eladó
- „Kokó” Kovács István – önmaga
- „Kovi” Kovács István – önmaga
- Urbán Zoltán – anyakönyvvezető
- Lovas Róbert – buszsofőr
- Borbély Zoltán – önmaga
- Szabó János – önmaga
- Zelenyánszki Zoltán Mihály – Szabó János

## Díjak
- 2004: 31. Budapesti Független Filmszemle: Legjobb film
- 2004: 51. Országos Független Filmszemle: Legjobb főszereplő – Szamosi Ferenc

## Érdekességek
- A film teljes költségvetése nem érte el a 350 eurót.
- A szereplők ingyen, baráti alapon vállalták a szereplést; költekezni csak a világításhoz használt két kerti lámpára, DV-kazettákra, egy-két apró műtestre és némi telefonköltségre kellett.
- Voltak szereplők, akik a filmben több szerepben is megjelentek.
- A film főszereplőjét játszó Szamosi Ferenc a forgatás idején valóban metróvezetőként dolgozott.
- Tervbe volt véve, hogy Arnold Schwarzenegger is szerepel a filmben, lett is volna rá lehetőség, de aztán inkább elvetették az ötletet.

## Egyéb
- A film 2008. január 30-án jelent meg DVD-n.